# Naoya Inoue
Naoya Inoue (井上 尚弥, Inoue Naoya, nacido el 10 de abril de 1993) es un boxeador profesional japonés. Apodado como «el Monstruo», Inoue ha sido campeón mundial en cuatro divisiones y es el segundo boxeador en ser campeón indiscutido en dos divisiones de peso diferentes. Es el actual campeón mundial indiscutido de peso supergallo, ostentando los títulos del WBC y la WBO desde julio de 2023, y los títulos de peso supergallo de la WBA (Super), la IBF y la revista The Ring desde diciembre de 2023. También ha sido campeón mundial indiscutido de peso gallo, habiendo ostentado los títulos de la WBA (Súper), la IBF y de la revista Ring entre 2019 y enero de 2023, y los títulos de la WBC y la WBO entre 2022 y enero de 2023. Anteriormente ostentó el título de peso gallo de la WBA (Regular) entre 2018 y 2019, el título de peso gallo junior de la WBO entre 2014 y 2018, y el título de peso minimosca de la WBC en 2014.
Desde de agosto de 2023, está rankeado como el segundo mejor boxeador activo del mundo libra por libra, por la Transnational Boxing Rankings Board (TBRB), The Ring, la Boxing Writers Association of America, ESPN, y cuarto por BoxRec. También está rankeado como el mejor peso supergallo por The Ring, TBRB, ESPN, y BoxRec. Es el único peleador japonés en la historia en ser rankeado #1 libra por libra por The Ring, y fue nombrado el Peleador del Año 2023 por ESPN, The Ring y la Boxing Writers Association of America.

## Carrera amateur
Inoue ganó la Reunión Atlética Interescolar de Japón y el Campeonato Nacional Juvenil de Japón en 2009. En 2010, obtuvo la medalla de bronce en los Campeonatos Juveniles de Asia en Teherán, Irán, y ganó el Torneo de Selección Juvenil de Japón. A continuación, participó en los AIBA Campeonato Mundial Juvenil, pero perdió ante Yosvany Veitía en la tercera ronda preliminar. Ese mismo año quedó en segundo lugar en el Campeonato Nacional de Japón. En julio de 2011, ganó la medalla de oro en la 21.ª Copa Presidente en Yakarta, Indonesia. Posteriormente, obtuvo el primer puesto en el Encuentro Atlético Interescolar de Japón de ese año. Sin embargo, fue eliminado en el tercer asalto por Yosvany Veitía en el Campeonato Mundial de Boxeo Amateur de 2011 en el Heydar Aliyev Sports and Exhibition Complex en Bakú, Azerbaiyán, y perdió contra Birzhan Zhakypov en la final del Torneo de Clasificación Olímpica de Boxeo de Asia 2012 en Astaná, Kazajistán.

### Resumen
Campeonato Asiático Juvenil (48 kg), Teherán, Irán, marzo de 2010:
- 1/8: Derrota a Bilguun Battulga (Mongolia) 11-2
- 1/4: Derrota de Omirbek Kudaybergenov (Kazajistán) RSC 3
- 1/2: Perdió con Masoud Rigi (Irán) 1-7

Campeonato Mundial Juvenil de la AIBA (48 kg), Bakú, Azerbaiyán, abril de 2010:
- 1/32: Derrota a Kibrom Gebreegziabher (Etiopía) KO 2
- 16/1: Derrota a Laishram Devender Singh (India) por 8-4
- 1/8: Perdió con Yosvany Veitia (Cuba) 0-11

 Copa Presidente (49 kg), Yakarta, Indonesia, julio de 2011:
- 1/8: Derrotó a Muhb Mohibullah (Pakistán) RSC 3
- 1/4: Derrota a Dylan Perkins (Australia) 20-5
- 1/2: Derrota a Wu Rongguo (China) 21-19
- Finales: Derrotó a Ian Clark Bautista (Filipinas) 23-10

Campeonato del Mundo de la AIBA (49 kg), Bakú, Azerbaiyán, septiembre-octubre de 2011:
- 1/32: Derrota a Denny Hitarihun (Indonesia) 16-7
- 1/16: Derrota de Hovhannes Danielyan (Armenia) por 2 puntos.
- 1/8: Perdió con Yosvany Veitia (Cuba) 12-15

Clasificación olímpica asiática (49 kg), Astaná, Kazajistán, abril de 2012:
- 1/4: Derrotó a Asylbek Nazaraliyev (Kirghistan) RSC 2
- 1/2: Derrota a Asror Vokhidov (Tayikistán) 21-16
- Finales: Perdió con Birzhan Zhakypov (Kazajistán) 11-16

## Carrera profesional
Tuvo su primera pelea el 2 de octubre de 2011 a la edad de 18 años en la categoría de peso mosca, tomó el título de campeón de Japón en su cuarta pelea profesional el 25 de agosto de 2013, derrotando a Ryoichi Taguchi por decisión unánime en 10 rondas. Ganó el título del Campeonato Asiático OPBF en su siguiente pelea al derrotar al filipino Jerson Mancio por nocaut técnico en 5 rondas. Una pelea muy limpia de los japoneses.
Después de solo cinco peleas, peleó dos veces contra el campeón mundial del CMB Adrián Hernández y ganó en la sexta ronda al detenerla el árbitro, luego de derribar a su oponente, convirtiéndose en campeón mundial a los 20 años. Inoue retuvo su título el 5 de septiembre de 2014 en la mitad del 11.º asalto contra Samartlek Kokietgym y luego dejarlo vacante en noviembre para enfrentarse a Omar Andrés Narváez, Campeón de Super Mosca del CMB. La pelea se lleva a cabo en Tokio el 25 de diciembre de 2014 y ve la victoria de Inoue por KO en la segunda ronda. Luego venció en la segunda ronda de Warlito Parrenas el 29 de diciembre de 2015, luego en los puntos a David Carmona el 8 de mayo de 2016 y Karoon Jarupianlerd por KO en la 10.ª ronda el 4 de septiembre de 2016. Tres meses después, el 30 de diciembre de 2016, domina en menos de 6. Redondea a su compatriota Kohei Kono y luego derrota a KO en la tercera ronda de Ricardo Rodríguez el 21 de mayo de 2017.
Naoya Inoue continuó su racha ganadora al derrotar al estadounidense Antonio Nieves el 9 de septiembre de 2017 con un lanzamiento de la esponja al final de la sexta ronda y luego con Yoann Boyeaux por detención del árbitro en la tercera ronda el 30 de diciembre siguiente. Dejó vacante su cinturón de la OMB el 6 de marzo de 2018 para pelear en peso gallo y se llevó el título regular de la AMB el 25 de mayo de 2018 a expensas de Jamie McDonnell. El 18 de mayo de 2019, venció a Emmanuel Rodríguez, campeón de la FIB en menos de dos y logrando ser el campeón lineal de la división. Luego en la final de la wbss venció al super campeón de la wba Nonito Donaire así llevándose el Ali Trophy en una pelea histórica.

### Peso súper gallo

#### Inoue vs. Fulton
El 18 de enero de 2023, se reveló que Inoue había entrado en negociaciones con el campeón mundial unificado de peso supergallo Stephen Fulton. La pelea estaba programada para llevarse a cabo en el Yokohama Arena en Yokohama, Japón el 7 de mayo de 2023, y sería transmitida por Lemino y ESPN+ en Estados Unidos. La pelea fue pospuestael 21 de marzo, luego de que Inoue sufriera una lesión no revelada durante el entrenamiento. La pelea fue reprogramada para el 25 de julio de 2023, en el Ariake Arena en Tokio, Japón. Inoue ganó la pelea por TKO en el octavo asalto. Primero tiró a Fulton con un gancho izquierdo y obligó al réferi Hector Afu a detener la pelea con una ráfaga de golpes no respondidos momentos después. Inoue había superado a su oponente 114 a 47 en golpes totales y 70 a 24 en golpes de poder para ese punto. Se convirtió en sólo el segundo peleador japonés en ganar títulos en cuatro divisiones de peso, luego de Kazuto Ioka.

#### Inoue vs. Tapales
El 21 de agosto de 2023, se reportó que Inoue había entrado en negociaciones con el campeón unificado de peso supergallo de la WBA (Súper) y de la IBF Marlon Tapales por una pelea por el título indiscutido.La pelea se llevó a cabo en el Ariake Arena en Tokio, Japón el 26 de diciembre de 2023.  Inoue ganó la peleaa por KO en el décimo asalto para convertirse en un dos veces campeón indiscutido, sólo un año después de unificar la división de peso gallo. Tapales cayó en el cuarto asalto y de nuevo en el décimo, con el segundo knockdown dejándolo incapaz de levantarse a tiempo antes de la cuenta. Este fue el décimo noveno KO en las 21 peleas titulares de Inoue, marcando una tasa de KO del 90.4%, que es la tasa de KO más alta en la historia de las peleas titulares. 

#### Inoue vs. Nery
El 8 de enero de 2024, se reportó que Inoue haría la primera defensa de su título indiscutido de peso supergallo contra el retador mandatorio del WBC y ex-campeón de dos divisiones Luis Nery. La pelea se llevó a cabo el 6 de mayo de 2024 en el Tokyo Dome. Inoue ganó la pelea por KO en el sexto asalto, tirando a Nery dos veces antes de la finalización. una vez en el segundo asalto y una vez en el quinto asalto. Inoue superó a su oponente 107 a 54 en golpes totales conectados y 62 a 34 en golpes de poder.

#### Inoue vs. Doheny
Inoue hizo la segunda defensa de su título indiscutido de peso supergallo contra el ex-campeón de peso supergallo de la IBF TJ Doheny el 3 de septiembre de 2024, en el Ariake Arena en Tokio, Japón. Ganó la pelea por TKO en el séptimo asalto.
Inoue está programado para hacer la segunda defensa de su título indiscutido de peso supergallo contra Sam Goodman el 24 de diciembre de 2024, en Tokio, Japón.

## Récord en boxeo profesional
| Récord profesional | Récord profesional | Récord profesional |
| 30 peleas          | 30 victorias       | 0 derrotas         |
| ------------------ | ------------------ | ------------------ |
| Nocaut             | 27                 | 0                  |
| Decisión           | 3                  | 0                  |

| N.º | Resultado | Récord | Oponente                 | Método | Asalto, tiempo | Fecha                   | Localización                                           | Notas |
| 30  | Victoria  | 30-0   | Ramón Cardenas           | TKO    | 8 (12), 0:45   | 4 de mayo de 2025       | T-Mobile Arena, Las Vegas, Estados Unidos              | Defendió los títulos de peso supergallo del WBC, la WBO, la WBA, la IBF y el de The Ring.                                                     |
| 29  | Victoria  | 29–0   | Ye Joon Kim              | KO     | 4 (12), 2:25   | 24 de enero de 2025     | Ariake Arena, Tokio, Japón                             | Defendió los títulos de peso supergallo del WBC, la WBO, la WBA, la IBF y el de The Ring.                                                     |
| 28  | Victoria  | 28–0   | TJ Doheny                | TKO    | 7 (12), 0:16   | 3 de septiembre de 2024 | Ariake Arena, Tokio, Japón                             | Defendió los títulos de peso supergallo del WBC, la WBO, la WBA, la IBF y el de The Ring.                                                     |
| 27  | Victoria  | 27–0   | Luis Nery                | KO     | 6 (12) 1:39    | 6 de mayo de 2024       | Tokyo Dome, Tokio, Japón                               | Defendió los títulos de peso supergallo del WBC, la WBO, la WBA, la IBF y el de The Ring.                                                     |
| 26  | Victoria  | 26–0   | Marlon Tapales           | KO     | 10 (12) 1:02   | 26 de diciembre de 2023 | Ariake Arena, Tokio, Japón                             | Defendió los títulos de peso supergallo del WBC y la WBO; Ganó los títulos de peso supergallo de la WBA, la IBF y el vacante de The Ring.     |
| 25  | Victoria  | 25–0   | Stephen Fulton           | TKO    | 8 (12) 1:14    | 25 de julio de 2023     | Ariake Arena, Tokio, Japón                             | Ganó los títulos de peso supergallo del WBC y la WBO.                                                                                         |
| 24  | Victoria  | 24–0   | Paul Butler              | TKO    | 11 (12) 1:23   | 13 de diciembre de 2022 | Ariake Arena, Tokio, Japón                             | Defendió los títulos de peso gallo del WBC, WBA (Súper), IBF y The Ring.; Ganó el título de peso gallo de la WBO.                             |
| 23  | Victoria  | 23–0   | Nonito Donaire           | KO     | 2 (12) 1:23    | 6 de junio de 2022      | Super Arena, Saitama, Japón                            | Ganó el título de peso gallo del WBC; Defendió los títulos de peso gallo de la WBA (Super), IBF y The Ring.                                   |
| 22  | Victoria  | 22–0   | Aran Dipaen              | TKO    | 8 (12) 1:24    | 14 de diciembre de 2021 | Kokugikan                                              | Defendió los títulos de peso gallo de la WBA (Súper), IBF y The Ring.                                                                         |
| 21  | Victoria  | 21–0   | Michael Dasmarinas       | TKO    | 3 (12) 2:50    | 19 de junio de 2021     | Virgin Hotels Las Vegas, Paradise, Nevada, EE.UU       | Defendió los títulos de peso gallo de la WBA (Súper), IBF y The Ring.                                                                         |
| 20  | Victoria  | 20–0   | Jason Moloney            | TKO    | 7 (12), 2:59   | 31 de octubre de 2020   | MGM Grand Conference Center, Paradise, Nevada, EE. UU. | Defendió los títulos de peso gallo de la WBA (Súper), IBF y The Ring.                                                                         |
| 19  | Victoria  | 19–0   | Nonito Donaire           | DU     | 12             | 7 de noviembre de 2019  | Super Arena, Saitama, Japón                            | Defendió los títulos de peso gallo de la IBF y The Ring; Ganó el título de peso gallo de la WBA (Súper); Final del World Boxing Super Series. |
| 18  | Victoria  | 18–0   | Emmanuel Rodríguez       | TKO    | 2 (12), 1:20   | 18 de mayo de 2019      | SSE Hydro, Glasgow, Escocia                            | Ganó el título de peso gallo de la IBF y el título vacante de peso gallo de The Ring; Semifinales del World Boxing Super Series.              |
| 17  | Victoria  | 17–0   | Juan Carlos Payano       | TKO    | 1 (12), 1:10   | 7 de octubre de 2018    | Yokohama Arena, Yokohama, Japón                        | Defendió el título de peso gallo de la WBA (Regular); Cuartos de final del World Boxing Super Series.                                         |
| 16  | Victoria  | 16–0   | Jamie McDonnell          | TKO    | 1 (12), 1:52   | 25 de mayo de 2018      | Ota City General Gymnasium, Tokio, Japón               | Ganó el título de peso gallo de la WBA (Regular).                                                                                             |
| 15  | Victoria  | 15–0   | Yoan Boyeaux             | TKO    | 3 (12), 1:40   | 30 de diciembre de 2017 | Cultural Gymnasium, Yokohama, Japón                    | Defendió el título de peso supermosca de la WBO.                                                                                              |
| 14  | Victoria  | 14–0   | Antonio Nieves           | RTD    | 6 (12), 3:00   | 9 de septiembre de 2017 | StubHub Center , Carson, California , EE. UU.          | Defendió el título de peso supermosca de la WBO.                                                                                              |
| 13  | Victoria  | 13–0   | Ricardo Rodríguez        | KO     | 3 (12), 1:08   | 21 de mayo de 2017      | Ariake Coliseum, Tokio, Japón                          | Defendió el título de peso supermosca de la WBO.                                                                                              |
| 12  | Victoria  | 12–0   | Kohei Kono               | TKO    | 6 (12), 1:01   | 30 de diciembre de 2016 | Ariake Coliseum, Tokio, Japón                          | Defendió el título de peso supermosca de la WBO.                                                                                              |
| 11  | Victoria  | 11–0   | Petchbarngborn Kokietgym | TKO    | 10 (12), 3:03  | 4 de septiembre de 2016 | Sky Arena, Zama, Japón                                 | Defendió el título de peso supermosca de la WBO.                                                                                              |
| 10  | Victoria  | 10–0   | David Carmona            | DU     | 12             | 8 de mayo de 2016       | Ariake Coliseum, Tokio, Japón                          | Defendió el título de peso supermosca de la WBO.                                                                                              |
| 9   | Victoria  | 9–0    | Warlito Parrenas         | TKO    | 2 (12), 1:20   | 29 de diciembre de 2015 | Ariake Coliseum, Tokio, Japón                          | Defendió el título de peso supermosca de la WBO.                                                                                              |
| 8   | Victoria  | 8–0    | Omar Narváez             | KO     | 2 (12), 3:01   | 30 de diciembre de 2014 | Metropolitan Gym, Tokio, Japón                         | Ganó el título de peso supermosca de la WBO.                                                                                                  |
| 7   | Victoria  | 7–0    | Samartlek Kokietgym      | TKO    | 11 (12), 1:08  | 5 de septiembre de 2014 | Yoyogi National Gymnasium, Tokio, Japón                | Defendió el título de peso minimosca del WBC.                                                                                                 |
| 6   | Victoria  | 6–0    | Adrián Hernández         | TKO    | 6 (12), 2:54   | 6 de abril de 2014      | Ota City General Gymnasium, Tokio, Japón               | Ganó el título de peso minimosca del WBC. |
| 5   | Victoria  | 5–0    | Jerson Mancio            | TKO    | 5 (12), 2:51   | 6 de diciembre de 2013  | Ryōgoku Kokugikan, Tokio, Japón                        | Ganó el título vacante de peso minimosca de la OPBF.                                                                                          |
| 4   | Victoria  | 4–0    | Ryoichi Taguchi          | DU     | 10             | 25 de agosto de 2013    | Sky Arena, Zama, Japón                                 | Ganó el título de peso minimosca de Japón. |
| 3   | Victoria  | 3–0    | Yūki Sano                | TKO    | 10 (10), 1:09  | 16 de abril de 2013     | Korakuen Hall, Tokio, Japón                            | |
| 2   | Victoria  | 2–0    | Ngaoprajan Chuwatana     | KO     | 1 (8), 1:50    | 5 de enero de 2013      | Korakuen Hall, Tokio, Japón                            | |
| 1   | Victoria  | 1–0    | Crison Omayao            | KO     | 4 (8), 2:04    | 2 de octubre de 2012    | Korakuen Hall, Tokio, Japón                            | |

## Títulos
- Campeón Mundial de peso minimosca CMB
- Campeón Mundial de peso supermosca WBO
- Campeón Mundial de peso gallo WBA
- Campeón Mundial de peso gallo IBF
- Campeón Mundial de peso gallo CMB
- Campeón Mundial de peso gallo WBO
- Campeón Mundial de peso supergallo CMB
- Campeón Mundial de peso supergallo WBO
- Campeón Mundial de peso supergallo AMB
- Campeón Mundial de peso supergallo FIB